# Kalendarz Cieszyński
Kalendarz Cieszyński – rocznik popularnonaukowy wydawany przez Macierz Ziemi Cieszyńskiej od 1984 roku.

## Charakterystyka
Współczesny „Kalendarz Cieszyński” odwołuje się do bogatej tradycji wydawania kalendarzy na Śląsku Cieszyńskim, zwłaszcza zaś do najstarszego polskiego kalendarza w regionie – „Kalendarza Cieszyńskiego dla Katolików i Ewangelików” wydawanego od 1857 r. przez Pawła Stalmacha (założyciela Macierzy Szkolnej dla Księstwa Cieszyńskiego, której kontynuatorką jest Macierz Ziemi Cieszyńskiej). Do 1985 r. na  Śląsku Cieszyńskim ukazało się co najmniej 101 tytułów polskich kalendarzy, najwięcej w skali całych ziem polskich, prócz dwóch największych miast – Warszawy i Krakowa. Obecnie na tym niewielkim obszarze ukazuje się dziewięć kalendarzy (stan na rok 2022). Pierwotny „Kalendarz Cieszyński” ukazywał się do 1919 r. (z niewielkimi zmianami w tytule)
Pierwszy rocznik współczesnego „Kalendarza Cieszyńskiego” ukazał się z datą 1985 na 100. rocznicę utworzenia Macierzy Szkolnej dla Księstwa Cieszyńskiego. Jego nakład wynosił 2000 egzemplarzy. Zainicjowanie wydawania periodyku powiązane było z misją stowarzyszenia, którą ówczesny prezes Leon Miękina zdefiniował następująco:

Za naczelne zadanie Macierzy na dziś i na jutro można uznać budzenie i rozwijanie umiłowania ziemi rodzinnej w jak najszerszym tego słowa znaczeniu. Nie można jednak kochać czegoś, czego się nie zna, dlatego do rangi pierwszoplanowej urasta sprawa krzewienia wiedzy o regionie.